# رد سولفور اسپرینگز (تنسی)
رد سولفور اسپرینگز (به انگلیسی: Red Sulphur Springs) یک منطقهٔ مسکونی در ایالات متحده آمریکا است که در شهرستان هاردین، تنسی واقع شده‌است. رد سولفور اسپرینگز ۱۳۹٫۹ متر بالاتر از سطح دریا واقع شده‌است.